# Carcelaje
Se llama carcelaje a los derechos que el alcaide o carcelero tenían acción a cobrar en España de los encarcelados.
Había dos tipos de derechos:
- fijos, como son los que se devengaban meramente por haber estado preso aunque no se hubiera recibido utensilio ni ningún género de servicio del carcelero o sus dependientes. Tenían por objeto aligerar al Estado en cuanto a los gastos de construcción y conservación de las cárceles y en la dotación de carceleros y dependientes.
- relativos o eventuales, eran remuneratorios y como precio de los utensilios y servicio que se recibía.

Los derechos fijos, sí no se introdujeron, se ampliaron y arraigaron con ocasión de las cárceles señoriales pues los señores jurisdiccionales procuraron, aún más que el estado, que el reo que por su hecho propio hacía necesaria la prisión sufragase los gastos de ella: y lo segundo, por la enajenación del oficio de alcaide por juro de heredad. Los dueños de la propiedad procuraban que a lo menos no les fuese gravosa.
Sucedió con frecuencia que la propiedad recaía en ricos hombres y grandes del reino que por tanto, para servir el cargo nombraban carceleros y dependientes particulares, ya por título gratuito ya por título oneroso, hasta arrendando el oficio. Y es claro que a los presos se haría sufragar los gastos. En todos los casos, sin embargo, los gastos, ora fijos ora eventuales, debían prefijarse por arancel y éste colocarse en paraje en que pudiera ser visto y examinado por todos aquellos a quienes interesa.